# Орда (организация)
Ордата е вид родово-общинна организация на тюркските и монголските народи.
През Средновековието тази дума първоначално означава стана на даден племенен вожд, откъдето произлиза впоследствие името на големите феодални държави и съюзи на номадски племена. Първоначалната форма на поселищен живот били номадските станове, свързани с придвижването на голямата номадска орда от едно място на друго. По-късно в европейския историческа литература във връзка със създаването на негативен образ на древните азиатски степни племенни съюзи понятието орда придобива отрицателна конотация (в смисъл на „армия от нашественици, врагове“).

## Орди
По известни орди през Средновековието са:
- Златна орда
- Бяла орда
- Синя орда